# خلیج اودیان
خلیج اودیان (انگلیسی: Odyan Bay) یک خلیج در استان ماگادان کشور روسیه است.